# Équateur solaire
Pour les articles homonymes, voir Équateur.
L'équateur solaire est la latitude sur Terre à laquelle le Soleil est observé directement au-dessus de la tête à midi. 
En raison de l'obliquité de l'axe de la Terre, l'équateur solaire varie au cours de l'année, du tropique du Capricorne au solstice de décembre au tropique du Cancer au solstice de juin. Le jour de l'un ou l'autre équinoxe, la position du Soleil est au zénith lorsqu'elle est vue de l'équateur géographique. Le Soleil ne peut jamais être observé directement au-dessus de la tête de l'extérieur des tropiques.